# Station Cullybackey
Station Cullybackey  is een spoorwegstation in Cullybackey in het  Noord-Ierse graafschap Antrim. Het station ligt aan de lijn Belfast - Derry. 